# Bjørn Brandenborg
 (février 2025).
Bjørn Brandenborg, né le 10 décembre 1991 à Svendborg (Danemark), est un homme politique danois, membre de la Social-démocratie (SD).

## Biographie
Engagé au sein de la Social-démocratie, Bjørn Brandenborg est élu membre du Folketing pour la première fois lors des élections législatives de 2019. Il prend alors la présidence de la commission sur l'éducation et la recherche et de la commission fiscale.
En octobre 2020, il devient le premier député danois testé positif à la Covid-19.
Il est réélu pour un second mandat lors des élections législatives de 2022. Il devient alors vice-président de la commission sur les services de renseignement.